# Klimowo
Klimowo (ros. Кли́мово) – osiedle typu miejskiego w Rosji, w obwodzie briańskim, w pobliżu granicy z Ukrainą. Stolica rejonu klimowskiego. W 2021 roku liczyło 13 554 mieszkańców.

## Historia
Klimow powstał jako osada staroobrzędowców uciekających przed prześladowaniami z prowincji centralnych Rosji na peryferyjne ziemie zdobyte niedawno na Rzeczypospolitej. Oficjalnie lokowana w 1708, gdy car Rosji Piotr I nadał tutejszej ludności ziemie i zezwolił praktykować swoją wiarę, w podzięce za opór stawiony Szwedom podczas III wojny północnej. W kolejnych latach do osady ściągali kolejni staroobrzędowcy z całej Rosji. W XIX w. było to już miasteczko. W 1910 liczyło 8000 mieszkańców. Prócz staroobrzędowców zamieszkiwali ją wówczas Rosjanie wyznania prawosławnego, polscy katolicy oraz Żydzi. Rewolucja październikowa wśród wielu staroobrzędowców została przyjęta niechętnie.
W 1938 miejscowość uzyskała status osiedla typu miejskiego i zmieniono jej nazwę na Klimowo. Od sierpnia 1941 do września 1943 okupowane przez Niemców. 
Podczas okupacji hitlerowskiej, w październiku 1941 roku Niemcy utworzyli getto dla żydowskich mieszkańców. Przebywało w nim około 300 osób. W marcu 1942 roku Niemcy zlikwidowali getto, a Żydów zamordowali. Sprawcami zbrodni było Sonderkommando 7b. 
Po II wojnie światowej rozwinął się przemysł. W 1986 Klimowo zostało skażone radionuklidami w wyniku katastrofy w Czarnobylskiej Elektrowni Jądrowej.
Po upadku Związku Sowieckiego zamknięto większość nierentownych zakładów produkcyjnych, powodując stagnacje Klimowa. Nowym ważnym pracodawcą została w latach 90. XX w. służba celno-graniczna.
14 kwietnia 2022, podczas trwającej inwazji Rosji na Ukrainę osiedle zostało ostrzelane, w wyniku czego 7 osób zostało rannych, w tym dwie ciężko. Gubernator obwodu briańskiego Aleksandr Bogomaz o atak oskarżył wojska ukraińskie. Służba Bezpieczeństwa Ukrainy odpowiedziała, że był to atak pod fałszywą flagą przeprowadzony przez wojska rosyjskie w celu prowokacji.

## Transport
Znajduje tu się stacja kolejowa Klimow, położona na linii Nowozybkow – Klimowo. Linia współcześnie kończy się w Klimowie, jednak jeszcze na przełomie XX i XXI w. biegła dalej do leżącego na Ukrainie Nowogrodu Siewierskiego. Stacja Klimowo posiada bezpośrednie połączenie z Moskwą.